# Djent
Djent is een subgenre van progressieve metal. Het woord djent is een onomatopee voor het typerende high-gain, distorted palm-muted gitaargeluid dat bands zoals Meshuggah gebruiken. De term djent werd voor het eerst door hun leadgitarist Fredrik Thordendal gebruikt. Het woord verwijst naar muziek waarin dit geluid gebruikt wordt, het geluid zelf, of de scene die er rond hangt.

## Ontwikkeling
De Zweedse band Meshuggah en de Britse bands Sikth en Fellsilent worden gezien als de grondleggers van de djenttechniek. Het genre werd pas later populair door de opnames van Misha Mansoor van Periphery, die djent "van de virtuele wereld in de echte wereld bracht". Andere pioniers zijn: Animals as Leaders, Tesseract en Textures. Andere voorbeelden van bands die dit genre spelen: After the Burial, Veil of Maya, Vildhjarta, Chimp Spanner, Monuments.

## Karakteristieken
Het typische djentgeluid wordt gemaakt door een power chord verder van de brug dan gewoonlijk te palm-muten, wat een metaalachtige klank genereert. Verder is een EQ-boost vereist rond de 1,4 kHz om de metaalklank meer naar de voorgrond te brengen en een noise gate die het geluid zo strak mogelijk doet klinken. Er wordt ook veel gebruikgemaakt van digitaal gemodelleerde amps die men kan terugvinden in multi-effectpedalen zoals de Axe-FX- en de POD HD-series.